# Laura Bailey
Pour les articles homonymes, voir Bailey.
Laura Bailey, née le 28 mai 1981 à Biloxi (Mississippi, États-Unis), est une actrice américaine. 
Elle est surtout connue pour son travail dans le doublage de jeux vidéo et séries télévisées d'animation. Ses rôles les plus connus sont ceux de Jaina Portvaillant dans World of Warcraft, Nadine Ross dans les jeux Uncharted, de Olympia Vale dans Halo 5: Guardians, de Kait Diaz dans les jeux Gears of War, Fetch dans Infamous: Second Son et inFamous: First Light ou encore Abby dans The Last of Us Part II (rôle pour lequel elle a remporté en 2020 le BAFTA de la meilleure performance dans un rôle principal, et la meilleure performance d'acteur aux Game Awards).
Elle est aussi actrice de la web-série Critical Role.

## Biographie

### Études
Laura Bailey est née à Biloxi dans l'état du Mississippi aux États-Unis. Son père est employé dans l'US Air Force, ce qui oblige la famille à déménager fréquemment : dans l'Oklahoma, puis à San Antonio, puis dans le nord du Texas, le tout avant qu'elle n'atteigne l'âge de six ans ; enfin la famille s'installe à Allen, dans la banlieue de Dallas.
Malgré son intérêt pour le théâtre, puisqu'elle joue dans des pièces à l'école, Laura Bailey souhaite devenir biologiste ; c'est en regardant une interview de Katie Holmes qui parle des coulisses de Dawson qu'elle réalise qu'elle peut faire une carrière en tant qu'actrice. Elle a suivi une formation de théâtre à Collin College à Plano aux Texas.

### Carrière
L'acteur Kent Williams repère Laura Bailey lors d'une de ses pièces de théâtre à l'université et lui propose une audition à Funimation, sur le projet du moment : Dragon Ball Z. Son premier grand rôle dans Dragon Ball Z était Trunks, qu'elle interprète avec une voix rauque. C'est à ce moment-là qu'elle arrête ses études, préférant se concentrer sur le travail de doublage. Elle prête ensuite sa voix au personnage principal Marlene Angel dans Blue Gender, qui était le premier projet de Funimation en dehors de l'univers de Dragon Ball, et Keiko Yukimura dans Yū Yū Hakusho, diffusé sur Cartoon Network. Laura Bailey est ensuite pour le rôle principal de Tohru Honda dans l'anime Fruits Basket, puis prête sa voix à Lust, l'une des antagonistes de Fullmetal Alchemist, et à Sana Kurata dans Kodocha.
Après 4 ans passé au doublage chez Funimation, Laura Bailey est ensuite engagée pour s'occuper de la post-synchronisation (ou ADR pour Automatic Dialog Replacement en anglais) : elle travaille sur Blue Gender et quelques épisodes de Détective Conan. Son premier grand projet est cependant Gunslinger Girl, dans lequel elle fait également la voix d'Henrietta. Elle a aussi co-dirigé certains acteurs pour une partie de la série Kodocha, avant de devenir productrice déléguée pour le doublage de Shin-chan par Funimation (elle prête sa voix au personnage principal). Elle commence aussi à doubler des personnages de jeux vidéos, dont le plus notable est Rayne dans BloodRayne et BloodRayne 2.
En parallèle de ses rôles de doublage, Laura Bailey joue quelques rôles mineurs dans une poignée de films entre 2006 et 2007 (Mr. Brooks, Four Sheets to the Wind, The Staircase Murders, Ruffian) et fait une brève apparition dans un épisode de Les Frères Scott, tourné au Texas.

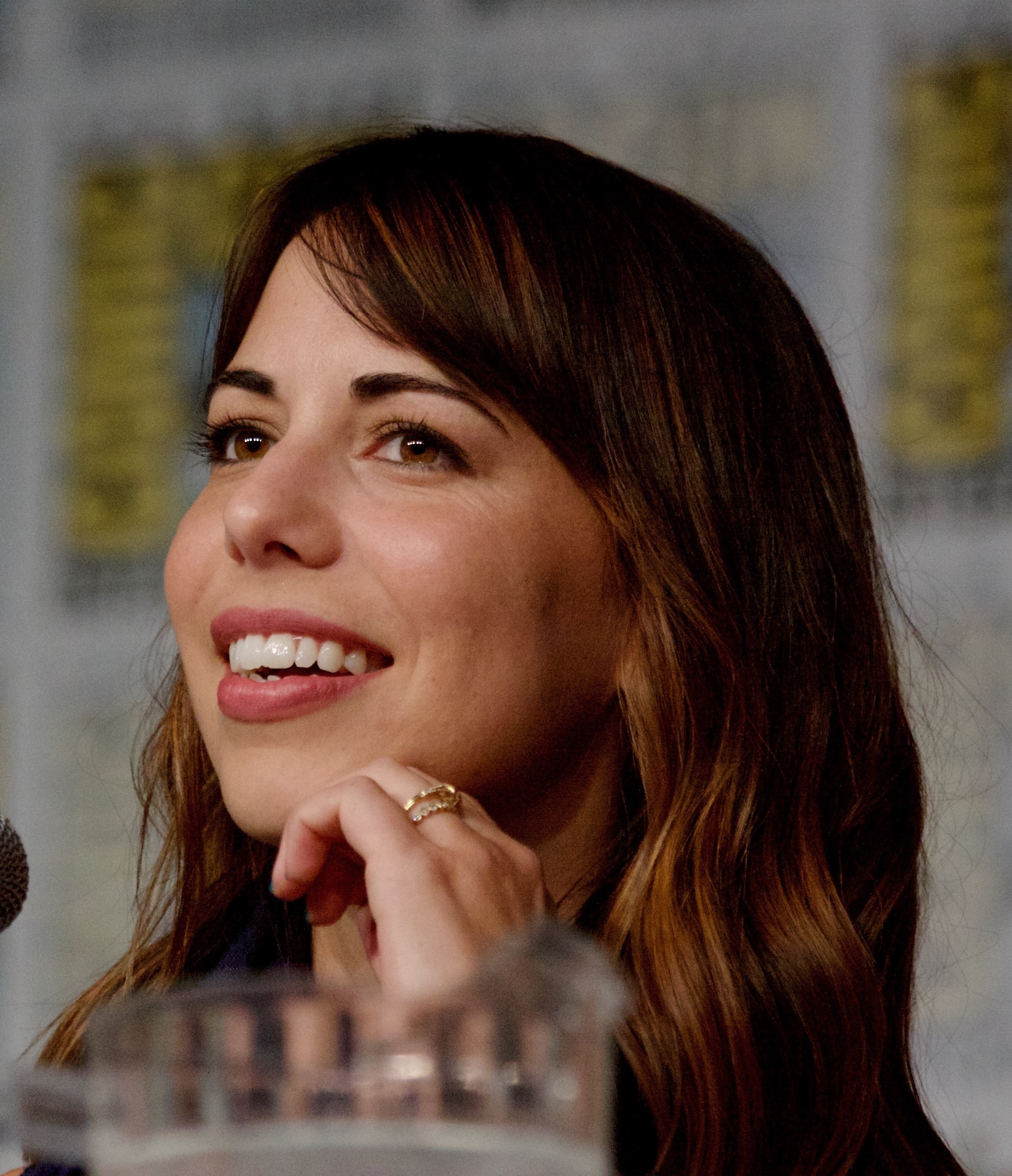
Laura Bailey au Comic Con de 2016.

Elle déménage à Los Angeles en 2008, et sa carrière s'oriente principalement vers le doublage de jeux vidéos, car les opportunités y sont beaucoup plus nombreuses. Au cours de la décennie suivante, elle est choisie pour les rôles de Jaina Proudmoore dans World of Warcraft, Rise Kujikawa dans Persona 4, la version féminine du protagoniste dans Persona 3, Chun-Li dans Street Fighter, Serah Farron dans Final Fantasy XIII, Blaze the Cat dans Sonic the Hedgehog, le rôle-titre dans Catherine, Serana dans The Elder Scrolls V: Dawnguard, Lucina dans Fire Emblem: Awakening, Abigail "Fetch" Walker dans Infamous: Second Son et Infamous: First Light, Fiona dans Tales from the Borderlands, Olympia Vale dans Halo 5: Guardians, Nadine Ross dans Uncharted 4: A Thief's End et Uncharted: The Lost Legacy, et Kait Diaz dans Gears of War.
En 2020, elle joue le rôle d'Abby Anderson dans The Last of Us Part II, qui lui vaut le BAFTA de la meilleure performance dans un rôle principal. Elle est aussi nommée avec sa co-star Ashley Johnson dans la catégorie "Meilleure performance d'acteur" aux Game Awards de 2020, et c'est elle qui remporte ce prix. Elle avait reçu en ligne des menaces de morts à la sortie du jeu, suscitant l'indignation générale.

### Vie privée

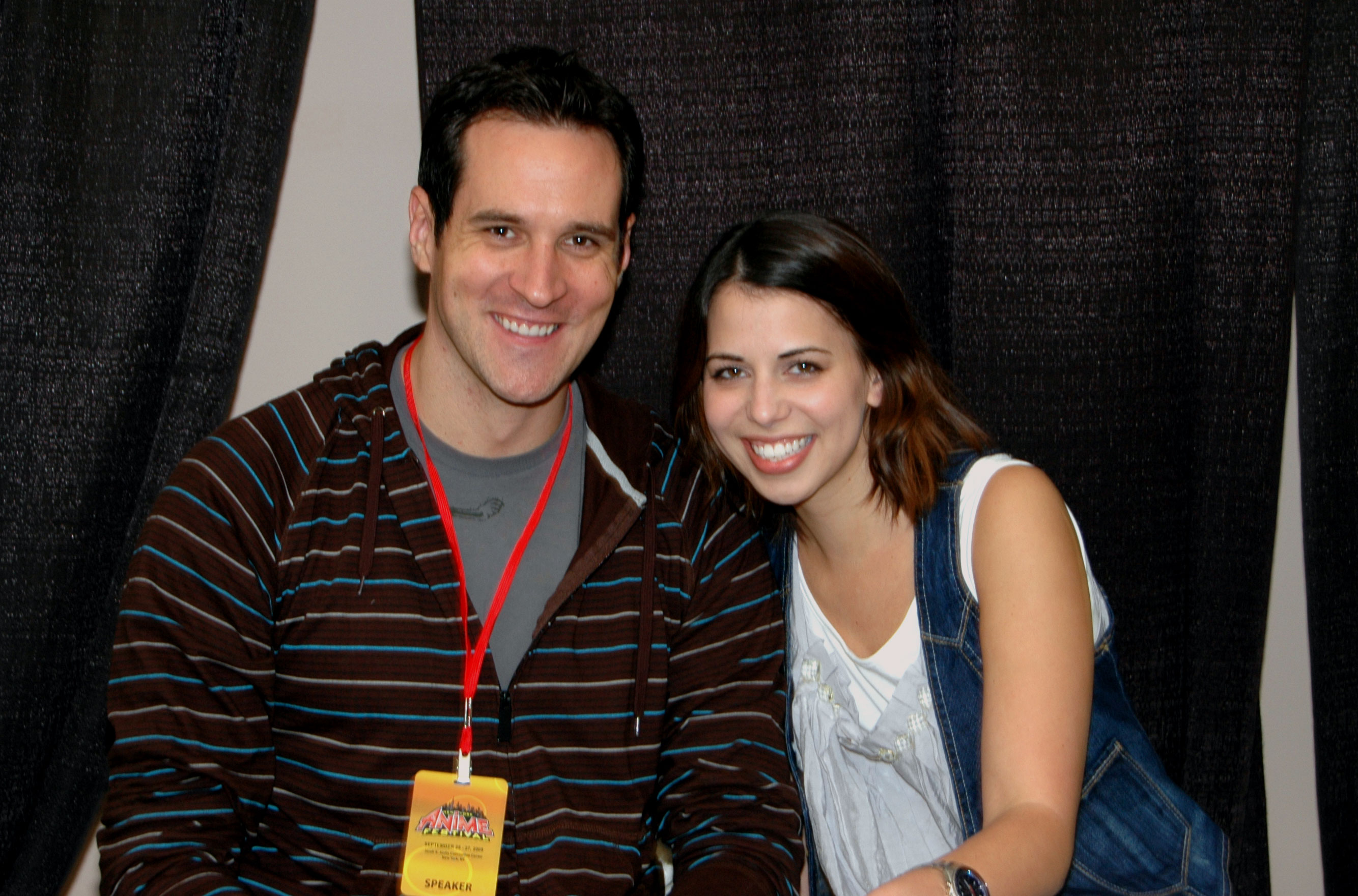
Laura Bailey et son mari Travis Willingham en 2009.

Depuis 2011, elle est mariée à l'acteur Travis Willingham, son petit ami de longue date.
Ils vivent ensemble à Los Angeles. Ensemble, ils ont eu un fils, né le 30 juin 2018, prénommé Ronin,.

## Filmographie

### Cinéma

#### Longs métrages
- 2003 : Prison-A-Go-Go! (en) de Barak Epstein : Ginger
- 2003 : Graduation Day de Matt A. Cade : Marni
- 2005 : A Four Course Meal de Clay Liford : Clara

- 2007 : Underbelly de Matt A. Cade : Sara Hotchkiss
- 2007 : Mr. Brooks de Bruce A. Evans : Hôtesse de l'air
- 2007 : Four Sheets to the Wind (en) de Sterlin Harjo : Francie
- 2008 : Dusk de Kyle Hodgkinson : Chelsea
- 2008 : Alamo Gold  de Mitch Waters : Adel
- 2009 : From the Dark  de Cliff McClelland et Tom Zembrod : Kristin Parker
- 2016 : Slash de Clay Liford : Laylanath Inquisitrix VII

À venir :
- date indéterminé : To Have and to Hold : Jane Pierce

#### Courts métrages
- 2006 : Placebo de Dan Burks : Nancy
- 2008 : Lust de Michael Bray : Jane

### Télévision

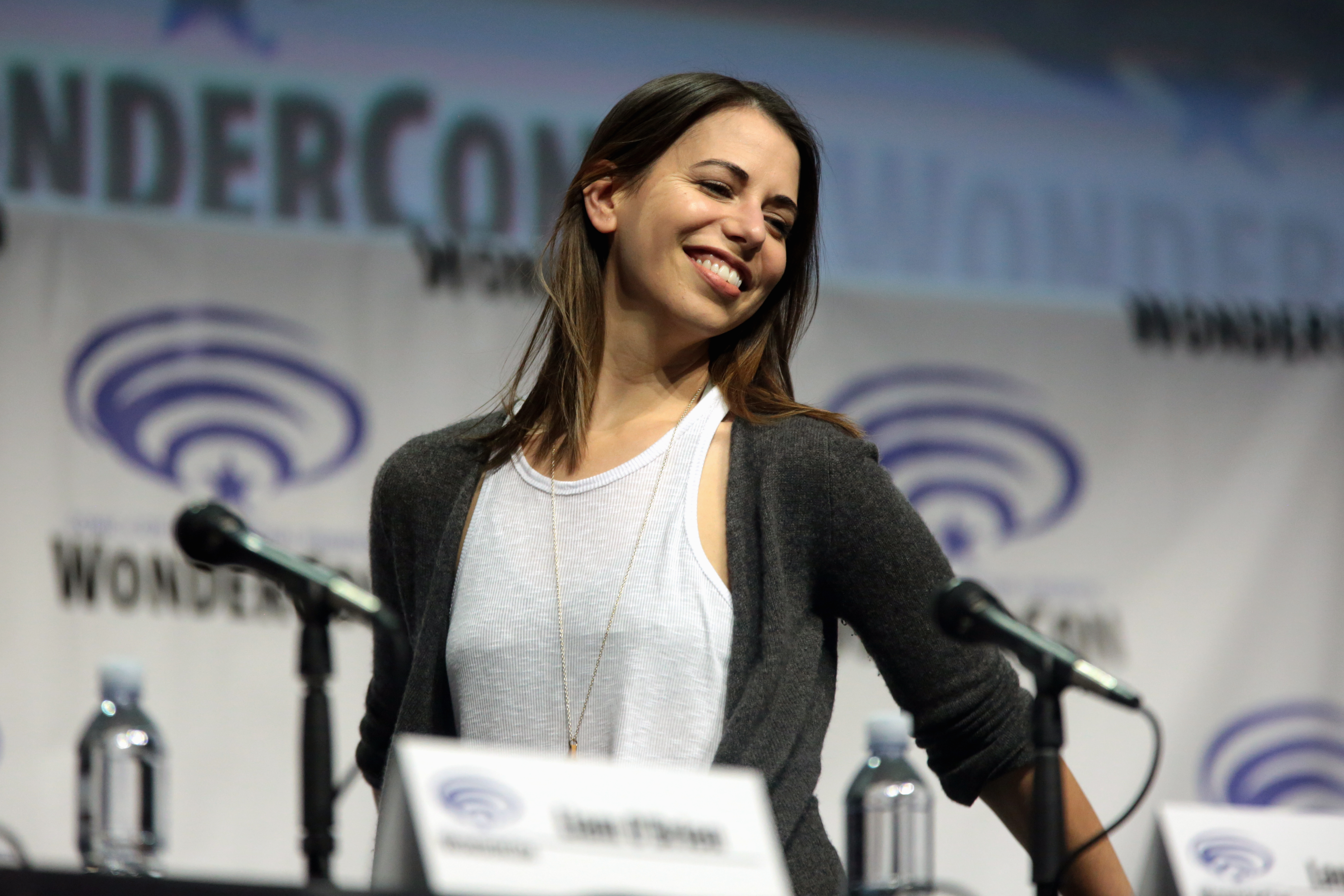
Laura Bailey au WonderCon en 2017.

#### Téléfilms
- 2007 : Ruffian de Yves Simoneau : Cassie
- 2007 : Mon combat pour la vérité (en)  (The Staircase Murders) de Tom McLoughlin : Margaret Peterson
- 2011 : Fright On! : Lagoona Blue

#### Séries télévisées
- 2001 : Walker, Texas Ranger de Christopher Canaan, Leslie Greif, Paul Haggis et Albert S. Ruddy : Roberta (saison 9, épisode 14)
- 2015 : Titansgrave: The Ashes of Valkana : Lemsley (10 épisodes)
- depuis 2015 : Critical Role (Web-série) : Vex'ahlia/Devan Bluebutton/Jester/Imogen Temult/Laura

## Création de voix et doublage

### Cinéma

#### Films
- 2008 : Resident Evil: Degeneration : Angela Miller
- 2015 : Souvenirs de Marnie : Voix additionnelle
- 2016 : Souvenirs goutte à goutte : Nanako Okajima

#### Films d'animation
- 1999-2003 : Dragon Ball Z : Dende, Trunks, Marron
- 2001-2003 : Dragon Ball : Chi-Chi, Ranfan, Sara, Akane
- 2001-2002 : Blue Gender : Marlene Angel
- 2002-2006 : Yū Yū Hakusho : Keiko Yukimura
- 2002-2003 : Fruits Basket : Tohru Honda
- 2009-2013 : Stitch! : Tigerlily, Ted, JJ, Makiko
- 2009 : Monster : Dieter
- 2009-2014 : Bleach : Tier Harribel, Mashiro Kuna
- 2013-2015 : Digimon Fusion : Lilymon, Beastmon, Shakomon, Mermaimon
- 2015 : Soul Eater Not! : Maka Albarn
- 2015-2016 : Smile PreCure! : Emily
- 2018 : Ingress: The Animation (en) : ADA[13]

### Séries d'animations
- 2007-2017 : Naruto Shippuden de Hayato Date : Yukimaru / Kushina Uzumaki / Kurotsuchi / autres personnages (104 épisodes)
- 2013-2019 : Avengers Rassemblement de Stan Lee et Jack Kirby : Black Widow / Gamora / Darkstar / autres personnages (79 épisodes)
- 2013-2015 : Digimon Fusion de Akiyoshi Hongo : la sœur d'Angie / autres personnages (32 épisodes)
- 2014-2015 : Ultimate Spider-Man de Alex Soto, Philip Pignotti, Roy Burdine et Tim Maltby : Black Widow (2 épisodes)
- 2014-2015 : Regular Show de J. G. Quintel : Sheena Albright / Natalia (3 épisodes)
- 2015 : Titansgrave: The Ashes of Valkana : Lemley (10 épisodes)
- 2017-2020 : Spider-Man de Philip Pignotti et Eric Radomski : Gwen Stacy / Spider-Woman / Black Widow (35 épisodes)
- 2018 : Constantine de David S. Goyer, Greg Berlanti et Sarah Schechter : Asa the Healer / Nightmare Nurse, Trish (4 épisodes)
- 2022-en production : La Légende de Vox Machina (The Legend of Vox Machina) de Critical Role : Vex'ahlia (13 épisodes)

### Jeux vidéo
- 2002 : Bloodrayne : Rayne
- 2003-2010 : Dragon Ball Z : Trunks enfant / Gotenks
- 2004 : Deus Ex: Invisible War : Alex Denton
- 2004 : Bloodrayne 2 : Rayne
- 2005 : Æon Flux : Una / une hôtesse
- 2005 : Spikeout: Battle street : Min Hua
- 2008 : Dishidia: Fainaru fantajî : Cloud of darkness
- 2008 : Kaze no Kuronoa: Door to Phantomile : Hewpoe
- 2008 : World of Warcraft: Wrath of the Lich King : Jaina Proudmoore / Sif
- 2008 : Naruto: Clash of Ninja Revolution 2 : Anko Mitarashi/Komachi
- 2008 : Street Fighter IV : Chun-Li / Candy / Bully
- 2009 : Final Fantasy XIII : Serah Farron
- 2009 : Resident Evil: The Darkside Chronicles : Sherry Birkin
- 2009 : League of Legends : Akali
- 2009 : Dreamkiller : Alice Drake
- 2009 : MagnaCarta 2 : Claire
- 2010 : Nier : Kainé
- 2010 : Tron: Evolution : The Grid
- 2010 : Sengoku basara : Oichi
- 2010 : Fallout: New Vegas : Julie Farkas, Carrie Boyd et voix additionnelles
- 2010 : Fallout: New Vegas - Dead Money : Vera Keyes
- 2010 : Command & Conquer 4 : Tiberian Twilight : E.V.A
- 2011 : Final Fantasy XIII-2 : Serah Farron
- 2011 : Star Wars: The Old Republic : Kira Carsen/Thana Vesh
- 2011 : Infinity Blade II : Isa
- 2011 : The Lord of the Rings: War in the North : Andriel
- 2011 : Skylanders: Spyro's Adventure : Persephone
- 2011 : Resistance 3 : Jean Rose / Annabelle
- 2012 : Silent Hill 2 HD : Angela Orosco
- 2012 : Silent Hill 3 HD : Claudia Wolf
- 2012 : Mass Effect 3 : Dr Eva Coré / Oriana Lawson / Ensign Rodriquez
- 2012 : Binary Domain : Faye Lee
- 2012 : Resident Evil 6 : Helena Harper
- 2012 : Halo 4 : Rivera
- 2012 : Infex : Keenan
- 2012 : Dead or Alive 5 : Christie
- 2012 : Fire Emblem: Awakening : Lucina
- 2012 : The Elder Scrolls V: Skyrim – Dawnguard : Serana
- 2013 : The Last of Us : Voix additionnelle
- 2013 : The Wolf Among Us : Rachel/Auntie Greenleaf
- 2013 : Infinity Blade III : Isa
- 2013 : BioShock Infinite : Lady Comstock
- 2014 : Dragon Age: Inquisition : Bianca Davri / Dagna
- 2014 : Diablo III: Reaper of Souls : Demon Hunter
- 2014 : Infamous: Second Son : Fetch
- 2014 : Game of Throne: A Telltale Games Series : Gwyn Whitehill (épisode 2)
- 2014 : Infamous: First Light : Abigail "Fetch" Walker
- 2014 : Super Smash Bros. for Nintendo 3DS / for Wii U : Lucina
- 2014 : Tales from the Borderlands : Fiona
- 2015 : Halo 5: Guardians : Olympia Vale
- 2015 : Batman: Arkham Knight : Voix additionnelle
- 2015 : There Came an Echo : Miranda
- 2015 : Street Fighter V : Chun-Li
- 2016 : Uncharted 4: A Thief's End : Nadine Ross
- 2016 : Batman: A Telltale Games Series : Catwoman / Selina Kyle
- 2016 : World of Warcraft: Legion : Jaina Proudmoore
- 2016 : Gears of War 4 : Kait Diaz
- 2016 : Dragon Ball: Xenoverse 2 : Trunks
- 2017 : Uncharted: The Lost Legacy : Nadine Ross
- 2017 : Injustice 2 : Supergirl / Kara Zor-El
- 2017 : Fire Emblem Heroes : Lucina (premières voix)
- 2017 : Marvel vs. Capcom: Infinite : Chun-Li
- 2017 : Farpoint : Eva
- 2018 : Pillars of Eternity II: Deadfire : Vex'ahlia / Xoti
- 2018 : Spider-Man : Mary Jane Watson
- 2018 : Super Smash Bros. Ultimate : Lucina
- 2019 : Gears 5 : Kait Diaz
- 2019 : Days Gone : Lisa Jackson
- 2020 : The Last of Us Part II : Abby
- 2020 : Dota 2 : La disciple de Wei
- 2021 : Call of Duty: Vanguard : Polina Petrova
- 2021 : Nier Replicant ver 122474487139... : Kainé
- 2022 : The Elder Scrolls Online : Isobel Véloïse (DLC High Isle)